# Теракт в церкви Ово (2022)
5 июня 2022 года произошёл теракт в католической церкви района местного управления Ово, штат Ондо, Нигерия. Пятеро боевиков начали стрелять по зданию церкви и активировали самодельное взрывное устройство. Затем зашли в церковь и начали стрелять по находившимся внутри. По сообщениям властей, погибли не менее 85 человек.

## Предыстория
Штат Ондо является относительно мирным в отличие от остальной части Нигерии, которая уже более десяти лет борется с религиозными столкновениями и бандитами. Всплеск насилия между местными скотоводами и кочевниками в Ондо был зафиксирован ещё до теракта. Правительство штата ввело ограничения на выпас скота.

## События
Теракт произошёл в католической церкви Святого Франциска Ксаверия в районе местного управления Ово около 11:30. Верующие внутри церкви служили мессу, празднуя Пятидесятницу. Боевики привели в действие самодельные взрывные устройства прямо у здания и начали стрелять из оружия. Четверо боевиков открыли огонь прямо по зданию. Затем вошли в церковь и открыли огонь по прихожанам, стреляя в любого, кто двигался или пытался встать. Несколько прохожих также были ранены пулями. На видеозаписях из церкви видны мёртвые тела жертв, лежащие в лужах крови на полу. Прихожане церкви попытались покинуть здание, но главный вход был заперт, и боевики открыли огонь по людям, пытавшимся пробежать через другие два выхода. Свидетель рассказал, что видел пятерых боевиков.
Выживший в ходе теракта сказал, что тот произошёл, когда служба уже подходила к концу. Другой выживший, который ненадолго покинул здание перед терактом, сказал, что когда он возвращался в церковь, выжившие, выбежавшие наружу, остановили его и рассказали о происходящем внутри. Полиция обнаружила на месте происшествия три неразорвавшихся самодельных взрывных устройства, а также несколько гильз от патронов АК-47.

## Последствия

### Погибшие и раненые
Точное число погибших пока не известно, но полиция заявила, что число погибших, как ожидается, будет лишь расти. Местный политик Аделегбе Тимилейн заявил, что погибло более 50 человек, включая детей, в то время как другие источники оценивают число погибших ещё выше. Тимилейн также сказал, что священник церкви был похищен, но римско-католическая епархия Ондо это опровергла. Также там уточнили, что священник и другие священнослужители находятся в безопасности. Лидер большинства в Палате представителей штата Ондо Олуволе Огунмоласуйи посетил место теракта, оценил число погибших между 70 и 100. Врачи сообщили журналистам, что местные больницы переполнены пострадавшими и погибшими. Национальное агентство по чрезвычайным ситуациям сообщило о доставке 22 погибших и 50 пострадавших в больницы. Многие тела погибших были доставлены членами их семей домой. 9 июня правительство сообщило о нахождении в больницах 61 раненого.

### Реакция
Губернатор штата Ондо Ротими Акередолу отправился на место теракта и назвал это событие «Чёрным воскресеньем». Акередолу пообещал «использовать все доступные ресурсы, чтобы выследить боевиков». Президент Нигерии Мухаммаду Бухари осудил теракт, заявив, что это было «отвратительное нападение на верующих». Папа Франциск помолился за жертв теракта.
Ни одна организация не взяла на себя ответственность за теракт.